# 毛紀內閣
毛紀內閣成立於嘉靖三年五月一日（1524年6月2日），結束於同年七月二十六日（1524年8月25日）。是明世宗統治下的第三個內閣，由時任少保、吏部尚書兼謹身殿大學士毛紀組閣。
嘉靖三年六月，世宗召張璁、桂萼等議禮派人士入京，商議改稱明孝宗為「皇伯考」，端正親生父母名分。七月十二日（8月11日），世宗詔諭礼部，去除父母尊號中的「本生」，十四日为父母上册文、祭告天地、宗庙、社稷，群臣哗然。衛禮派因故發動左順門事件，聚眾跪請世宗改變旨意，世宗令錦衣衛以武力肅清，並譴責毛紀「私結朋黨，背君誤國」，在當月二十六日令其去職；同日由次輔費宏繼任內閣首輔。

## 內閣成員
| 職位         | 姓名 | 備注                      |
| ------------ | ---- | ------------------------- |
| 首輔         | 毛紀 | 蔣冕內閣續任              |
| 次輔         | 費宏 | 蔣冕內閣續任              |
| 文淵閣大學士 | 石珤 | 五月十五日（6月16日）入閣 |